# 利比里亞胎生蟾蜍屬
利比里亞胎生蟾蜍屬（学名：Nimbaphrynoides），又名寧巴山胎生蟾蜍屬，是一屬蟾蜍，其下只有兩個物種。牠們是科特迪瓦及幾內亞之間寧巴山的特有種。牠們是胎生的。

## 物種
以下是利比里亞胎生蟾蜍屬的物種：
- N. liberiensis
- N. occidentalis